# Plaque d'immatriculation suisse
En Suisse, une plaque d'immatriculation ou officiellement une plaque de contrôle (en allemand : Kontrollschild, en italien : Targha di controllo) est un dispositif d'identification utilisé pour divers types de véhicules. La plupart des plaques sont délivrées par le service des automobiles de chaque canton.

## Histoire

### Anciens systèmes
Si les premiers véhicules automobiles apparaissent en Suisse dès le XIXe siècle, il faut attendre 1901 pour que les premières plaques d'immatriculations apparaissent sur des véhicules automobiles dans le canton de Lucerne suivi en 1902 par le canton de Zurich, un décret émis l'année suivante précise qu'un véhicule doit obligatoirement avoir des plaques à l'avant et à l'arrière et le blason cantonal. Les vélos possédaient déjà des plaques, comme dans le canton de Lucerne dès 1892.
Le 13 juillet 1904, le Concordat intercantonal automobile et créé afin de mettre en place un système d'immatriculation officiel ; les obligations du décret zurichois de 1903 sont reprises mais le format reste libre. Le 6 février 1905, le concordat instaure l'obligation du blason suisse à gauche, celui du canton se plaçant obligatoirement à droite, une taille standardisée pour les plaques et des séries de numéros de 1 à 4 chiffres en blanc sur fond noir attribuées à chaque canton.
Les voitures et motos ont un système distinct : par exemple, il est possible d'avoir une voiture et une moto portant chacun la plaque 999 dans le canton de Zurich.
| 1-1000    | Zürich  | 3401-3800  | Fribourg                     | 6001-6400 | Argovie   |
| 1001-2200 | Berne   | 3801- 4100 | Soleure                      | 6401-6700 | Turgovie  |
| 2201-2600 | Lucerne | 4101-4600  | Bâle-Ville                   | 6701-7100 | Tessin    |
| 2601-2700 | Uri     | 4601-4800  | Bâle-Campagne                | 7101-8000 | Vaud      |
| 2701-2900 | Schwytz | 4801-5000  | Schaffhouse                  | 8001-8400 | Valais    |
| 2901-3000 | Obwald  | 5001-5200  | Appenzell Rhodes Intérieures | 8401-8800 | Neuchâtel |
| 3001-3100 | Nidwald | 5201-5300  | Appenzell Rhodes Extérieures | 8801-9999 | Genève    |
| 3101-3300 | Glaris  | 5301-5800  | Saint Gall                   |           |           |
| 3301-3400 | Zoug    | 5801-6000  | Grisons                      |           |           |

En 1911, une lettre de A jusqu'à Z est ajoutée après avoir épuisé les combinaisons (quelques exemples : 1123A, 2540K, 3378Z, etc.) ; elle est placée à la suite des chiffres ou, pour les cantons ayant introduit des plaques carrés, en haut entre les blasons. Les véhicules militaires adoptent la croix suisse sur fond noir précédant 4 chiffres, sans blason cantonal.
En 1914, des plaques spéciales sont distribuées aux véhicules des garages et pour les essais. En 1922, le canton de Zurich introduit des plaques sur fond blanc avec des caractères noirs plus lisibles la nuit, les autres cantons l'adoptent progressivement, Vaud et Tessin conservant leurs plaques noires jusqu'à l'abandon du système.
Les premières plaques militaires standardisées apparaissent en 1925 et sont globalement inchangées, en dehors du format : fond noir, caractères blanc, blason suisse, lettre M (rouge jusqu'en 1961 puis blanc) et 4 à 5 chiffres, les numéros 1 à 999 étant réservés pour les véhicules déjà présents.
En 1932, le canton de Zurich épuise toutes les combinaisons de chiffres et lettres de A à Z, nécessitant l'adoption d'un nouveau système via un ordonnance fédérale et l'abolition du concordat de 1904.

### Système actuel

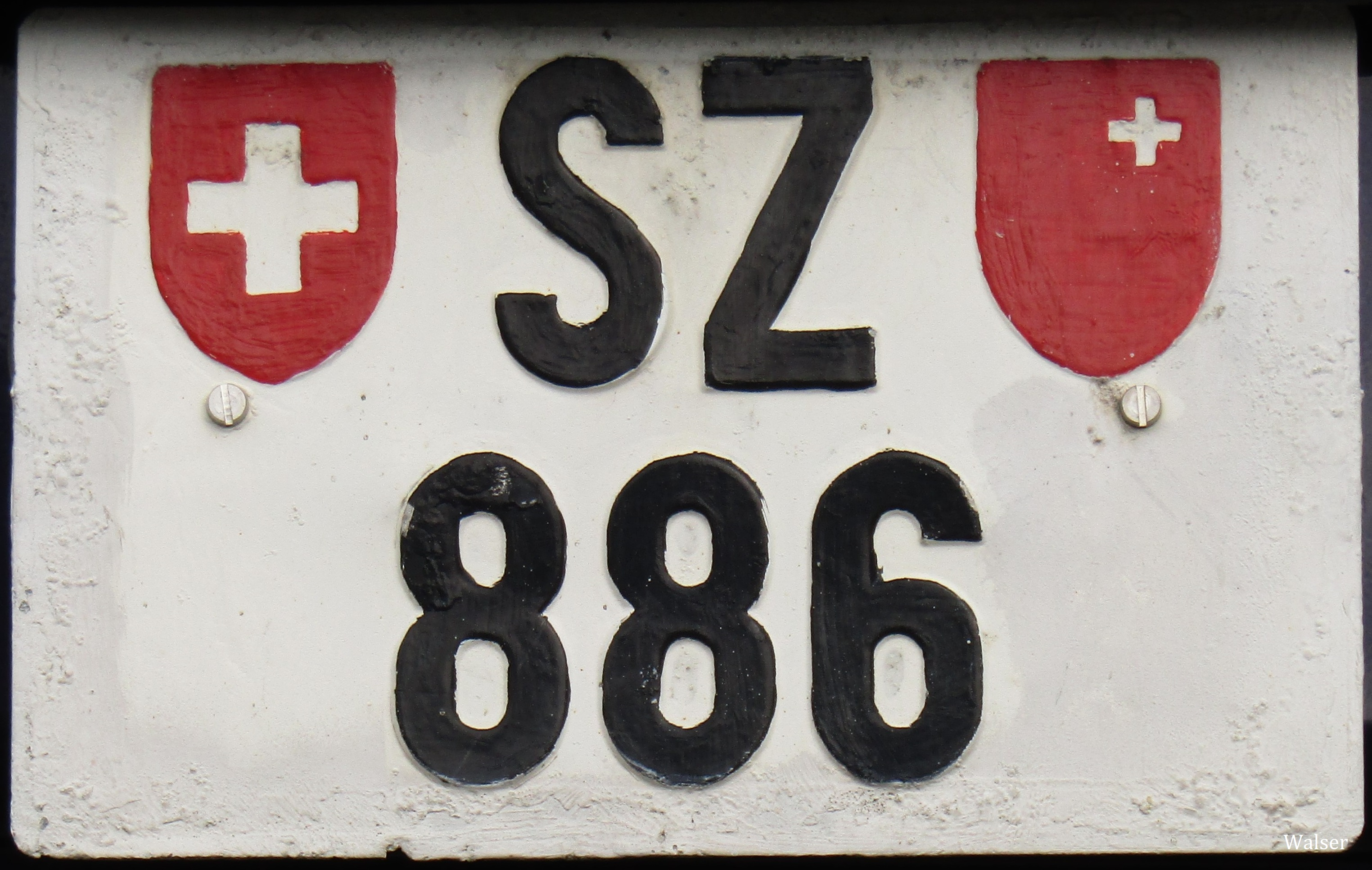
Ancienne plaque arrière schwytzoise.

Le système actuel de plaques d'immatriculation voit le jour grâce à la loi fédérale sur la circulation des véhicules à moteur et des bicyclettes du 25 novembre 1932. Ce système introduit une plaque rectangulaire comportant deux lignes de caractères : la ligne supérieure affiche, à gauche, le blason suisse, au centre le code du canton composé de deux lettres, et à droite les armoiries cantonales. Sur la ligne inférieure figure le numéro de série cantonal, composé de 1 à 5 puis 6 chiffres, permettant ainsi à chaque canton d'immatriculer jusqu'à 999 999 véhicules.
La loi entre en vigueur le 1er janvier 1933, Glaris et Berne sont les premiers à adopter ce système, suivis de Zurich à la fin de l'année. En 1934, tous les autres cantons l'introduisent à leur tour.
La modification la plus importante a lieu en 1957 avec la création des plaques arrière de format oblong 44 x 11 cm, similaires à celui des autres États européens, émises à partir de 1959. C'est également à cette époque que les plaques comportant six chiffres commencent à être émises, avec l'ajout d'un point entre les troisième et quatrième chiffres pour améliorer la lisibilité, remplacé par un espace en 1972. Dès 1960, la police de caractères prend son format actuel.
Les plaques spécifiques aux véhicules non dédouanés sont introduites en 1960. Un autre changement important survient en 1961 avec l'introduction de plaques de couleurs spécifiques en fonction du type de véhicule, chaque couleur étant associée à une numérotation distincte.
En 1964, la police d'écriture est modifiée tandis que la taille des blasons a été légèrement réduite entre 1957 et 1962.
En 1972, une dernière modification du format est apportée : le format des plaques avant passe de 38 x 11 cm à 30 x 8 cm tandis que celui des plaques arrière passe de 31 x 24 cm à 30 x 16 cm. Enfin, la création du canton du Jura en 1978 et son entrée en souveraineté en 1979 s'accompagnent de l'introduction des plaques adéquates. En 1977, les plaques de garages, précédemment composées d'un numéro rouge sur fond blanc, adoptent la lettre U en fin de numéro pour mieux être identifiées, de même que les véhicules de location avec la lettre V (abandonnée en 2000).
Depuis 1987, la Confédération autorise les plaques au format 50 x 11 cm ainsi que les plaques réfléchissantes, bien que ces dernières ne soient pas délivrées d'office dans tous les cantons,.
Le 1er janvier 2020, l'enclave italienne de Campione d'Italia sort de la zone douanière suisse pour rejoindre celle de l'Union européenne comme le reste de l'Italie : les véhicules ne pourront plus être immatriculés en Suisse. Une période de transition de six mois est mise en place pour permettre la bascule vers des plaques italiennes.

### Futur système
Avec l'augmentation de la population et du parc automobile en Suisse, certains cantons atteignent bientôt la limite du système de combinaisons de plaques à six chiffres. Face à ce constat, le Conseil fédéral annonce qu'une « refonte des plaques d’immatriculation est fondamentalement incontournable »,.
L'avenir de l'autocollant « CH » est également débattu. Il est envisagé d'intégrer directement le code minéralogique sur les nouvelles plaques, ce qui permettrait de ne plus avoir besoin de l'autocollant « CH » à l'arrière du véhicule,. Un système alphanumérique pourrait être mis en place, tout comme l'introduction de plaques personnalisables, à l'instar de celles en Belgique. La mise en œuvre du nouveau système est prévue d’ici 2026,, et celle des plaques personnalisées en 2027.
Le 22 octobre 2024, la réforme du système est repoussée par l'Office fédéral des routes (OFROU), notamment en raison de la complexité de l'introduction des plaques personnalisées. Une solution provisoire est l'introduction dès 2026 de plaques blanches à sept chiffres, notamment dans le canton de Zurich puis dans le canton de Berne,.

## Le système actuel

### Caractéristiques générales
Les plaques civiles se composent des éléments suivants :
- l'abréviation du canton, composée de deux lettres ;
- les armoiries cantonales, présentes uniquement sur la plaque arrière ;
- l'écusson suisse, également présent uniquement sur la plaque arrière ;
- un point, uniquement sur les plaques au format oblong ;
- le numéro d'immatriculation, composé de 1 à 5 ou 6 chiffres, selon le canton.

Le numéro d'immatriculation est toujours inscrit en noir sur les plaques civiles.
Les différents types de plaques et les séries spéciales ont chacun un système d'immatriculation indépendant, de même pour les deux-roues. Celui-ci débute généralement au chiffre 1. Ainsi, un même numéro peut être attribué pour des plaques de type et/ou de série différents dans un même canton.

### Dimensions
Les dimensions des plaques ont évolué au fil du temps : à l'origine, les dimensions étaient de 38 x 11 cm à l'avant puis réduites à 30 x 8 cm en 1972. à l'arrière, le format carré avait pour dimensions 31 x 24 cm puis modifiées à 30 x 16 cm en 1972. Pour les plaques oblongues, le format d'origine était 44 x 11 cm, agrandies à 50 x 11 cm en 1987 pour laisser plus de place pour les numéros à six chiffres.
Pour les motos, jusqu'en 1955 elles avait aussi bien des plaques à l'avant qu'à l'arrière : 16 x 14,5 cm à l'arrière et 27 x 9 cm à l'avant, double face et implantée parallèlement à la route. Le format 18 x 14 cm à l'arrière uniquement est ensuite adopté.
Les mobylettes ont été immatriculées à partir de 1961 avec leur propres plaques, standardisées au format 10 x 14 cm en 1984.
Les plaques ont de façon générale les dimensions suivantes, indépendamment de leur couleur,,, : 30 x 8 cm à l'avant et 30 x 16 cm en format à deux lignes (ou en hauteur) et 50 x 11 cm en format oblong (ou en longueur) à l'arrière.
Les plaques diplomatiques et consulaires utilisent le format 50 x 11 cm aussi bien à l'avant qu'à l'arrière, bien que le format 30 x 16 cm soit aussi disponible à l'arrière.
Pour les véhicules agricoles à plaques vertes, seule une plaque au format 30 × 8 cm est distribuée, celle-ci peut être apposée à l'avant ou à l'arrière.
Les deux-roues (plaques blanches), les motoneiges (plaques marron car véhicules spéciaux dotés de chenilles) ainsi que certaines remorques militaires ont une unique plaque arrière au format 18 x 14 cm,.
Les motocycles et quadricycles légers ont, depuis 2013, une unique plaque arrière au format 10 x 14 cm, comme les cyclomoteurs, sauf pour les plaques en séries spéciales utilisant le format 18 x 14 cm.

### Plaques civiles
Depuis le 18 juillet 1961, la couleur de fond de la plaque définit l'utilisation du véhicule.
- Immatriculation (blanche) : pour les voitures, motos, camions, autocars et remorques.
- Immatriculation (bleue) : pour les véhicules de travail tels que les véhicules de chantier ou ceux des services du feu[N 3].
- Immatriculation (verte) : pour les véhicules agricoles.
- Immatriculation (jaune) : pour les véhicules légers et les motos dont la vitesse est limitée à 45 km/h (dont les Segway dépassant les 25 km/h). Les cyclomoteurs (dont les cycles électriques dépassant 25 km/h) sont immatriculés avec des plaques jaunes dépourvues d'écusson, mais pour lesquelles une vignette de validité annuelle est requise.
- Immatriculation (brune) : pour les véhicules spéciaux par leur taille, masse, dimensions ou mouvement giratoire, tels que les camions-grues ou les excavatrices ou encore les motoneiges[23].
- Immatriculation (rouge) : introduites en 2022 pour les équipements attachés à l'arrière du véhicule, tels qu'un porte-vélo, afin de ne pas avoir à décrocher la plaque arrière ; seul le format 50 × 11 cm est attribué. Cette plaque ne peut être employée qu'exclusivement avec la plaque blanche correspondante[24].

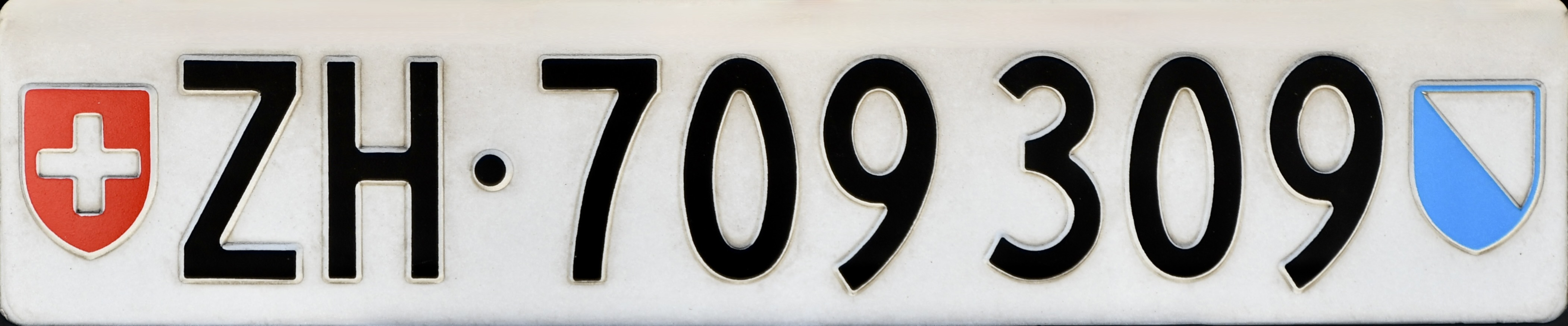
Plaque arrière blanche du canton de Zurich (voiture).
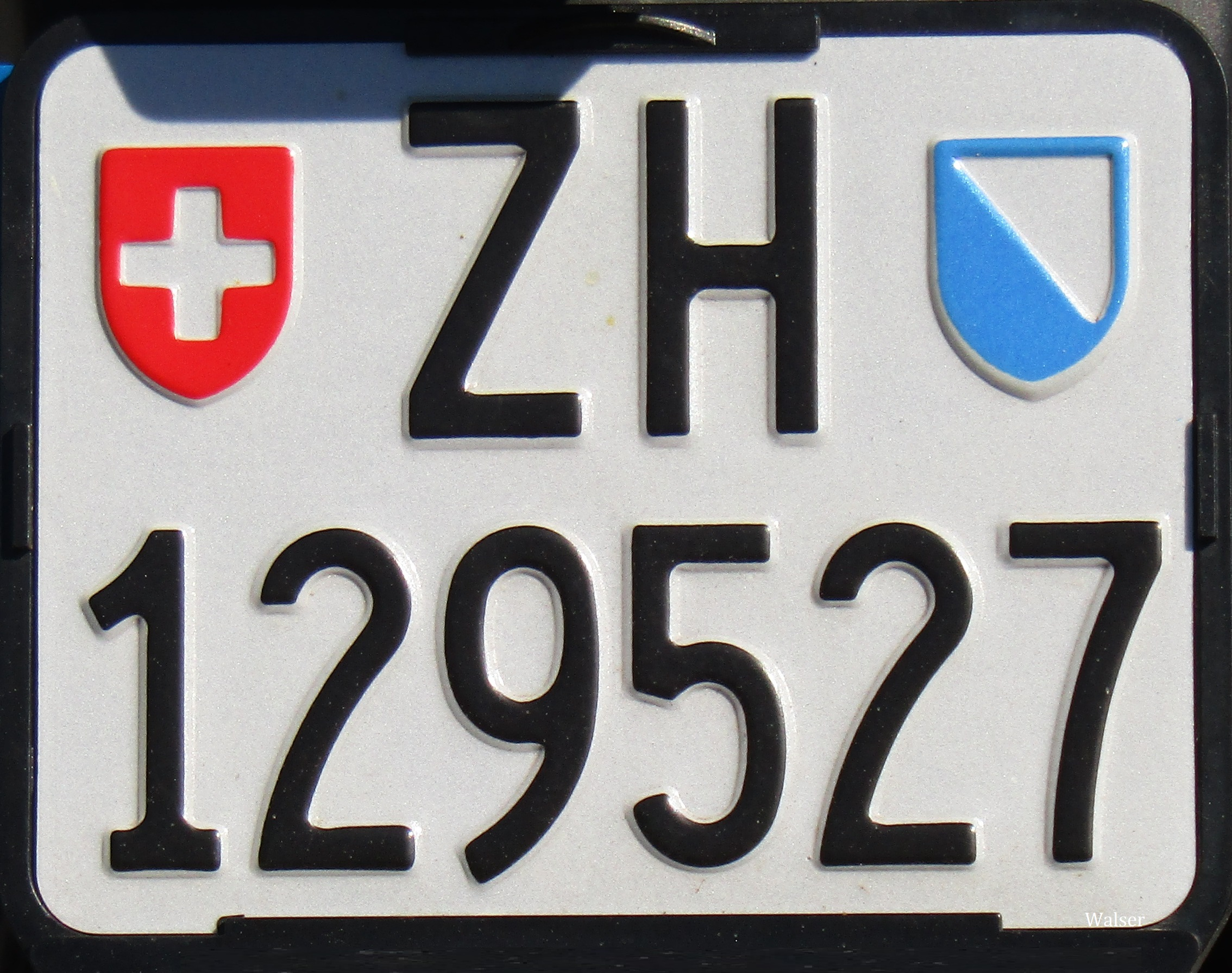
Plaque arrière blanche du canton de Zurich (motocycle).
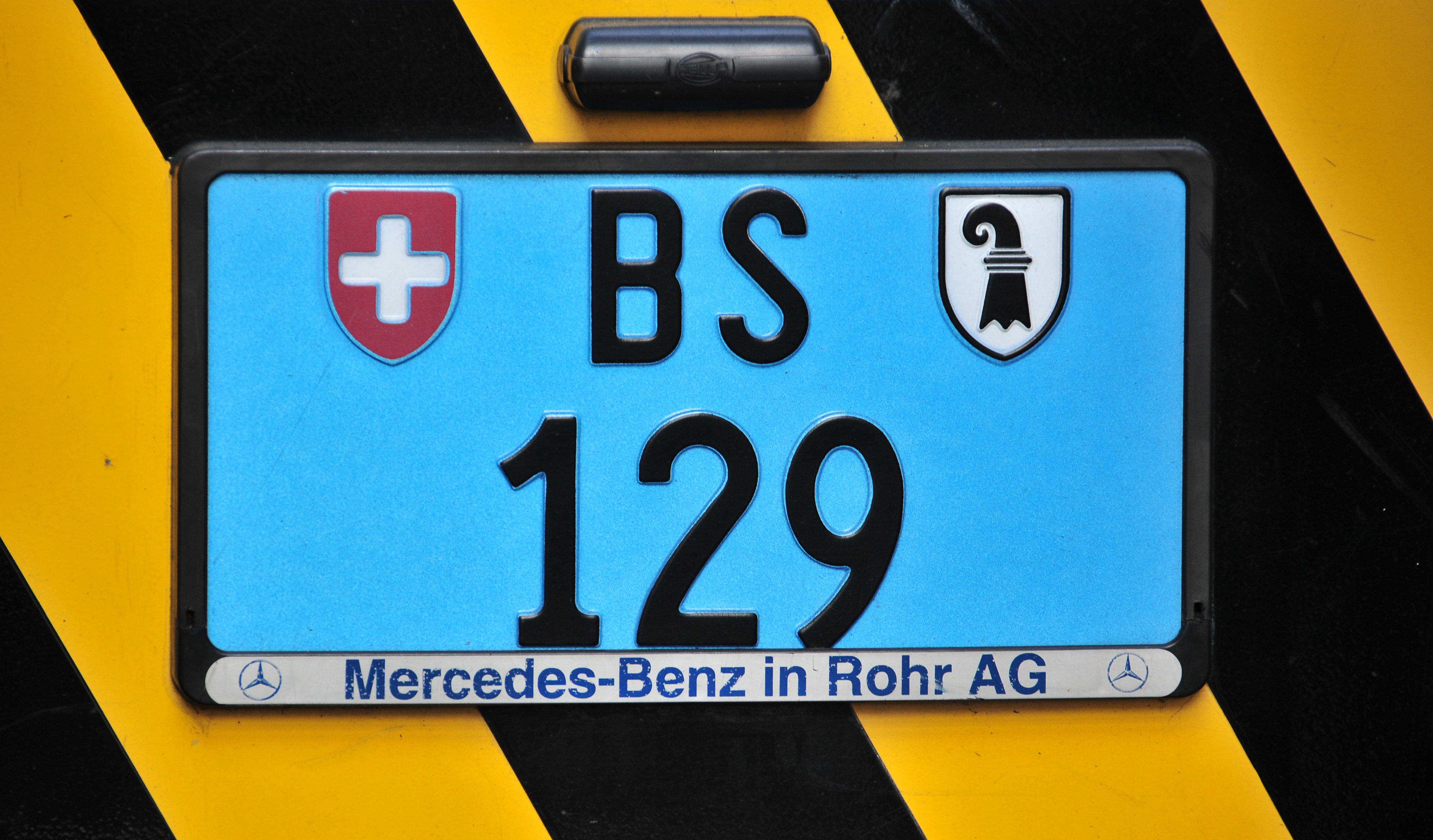
Plaque arrière bleue du canton de Bâle-Ville.
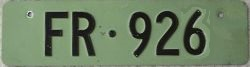
Plaque verte du canton de Fribourg.
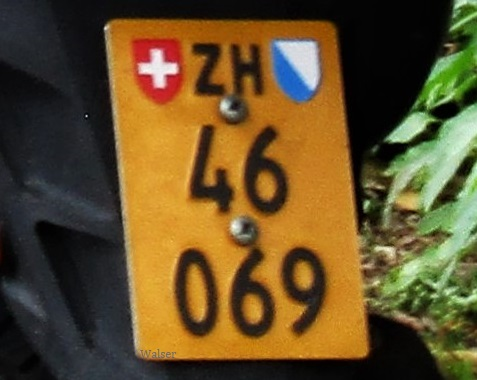
Plaque jaune pour deux-roues et quadricycles légers du canton de Zürich.
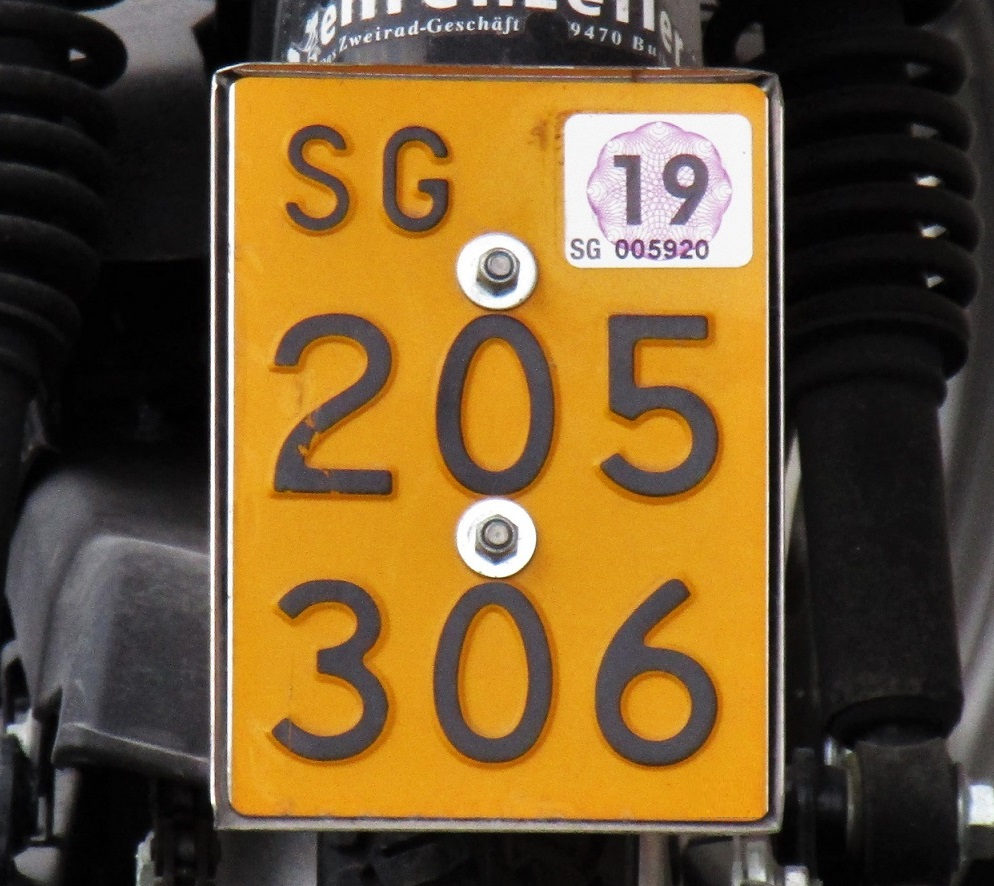
Plaque jaune pour cyclomoteurs du canton de St-Gall.
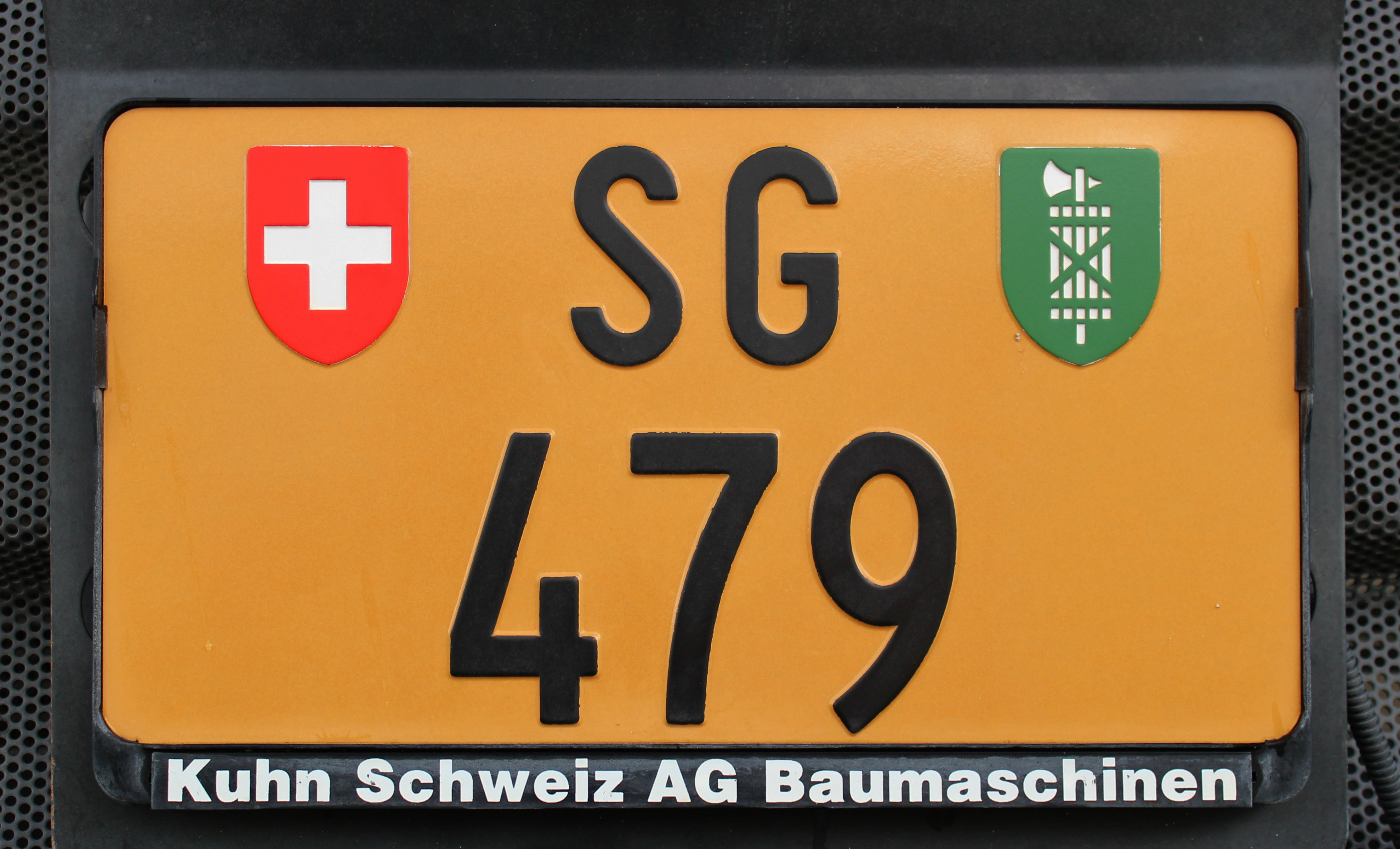
Plaque arrière brune du canton de Saint-Gall.
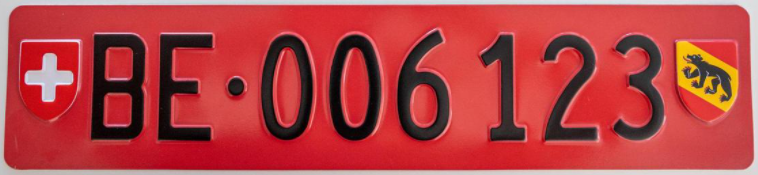
Plaque rouge du canton de Berne.

### Plaques spéciales
Celles-ci reprennent les éléments des plaques civiles de couleurs blanches mais avec une ou deux lettres supplémentaires indiquant une catégorie spéciale.
La lettre « U » pour les plaques professionnelles (garagistes), de l'allemand Unternehmer, « entrepreneur » s'ajoute à la suite du numéro.
Les plaques diplomatiques :
- « CD » pour les corps diplomatiques (sur fond vert pour les ambassades à Berne et sur fond bleu pour les missions permanentes auprès des organisations internationales) :
- « CC » pour les corps consulaires ;
- « AT » pour le personnel administratif et technique d'une mission diplomatique à Berne.

Elles ont également une numérotation particulière : le numéro est composé du code CD, CC ou AT sur fond vert ou bleu, du code cantonal, du numéro d'immatriculation propre et du code désignant l'organisation ou l'État représenté, séparé d'un point.
De plus, les consuls honoraires, qui ne bénéficient pas d'immatriculation diplomatique, peuvent être en droit d'apposer sur un de leurs véhicules un sigle CC distinct.
Pour les immatriculations provisoires :
- numéro régulier suivi d'une vignette de validité pour les véhicules détaxés[4] ;
- numéro suivi d'une vignette de validité et de la mention « Z » (de l'allemand Zoll) pour les véhicules non dédouanés[26].

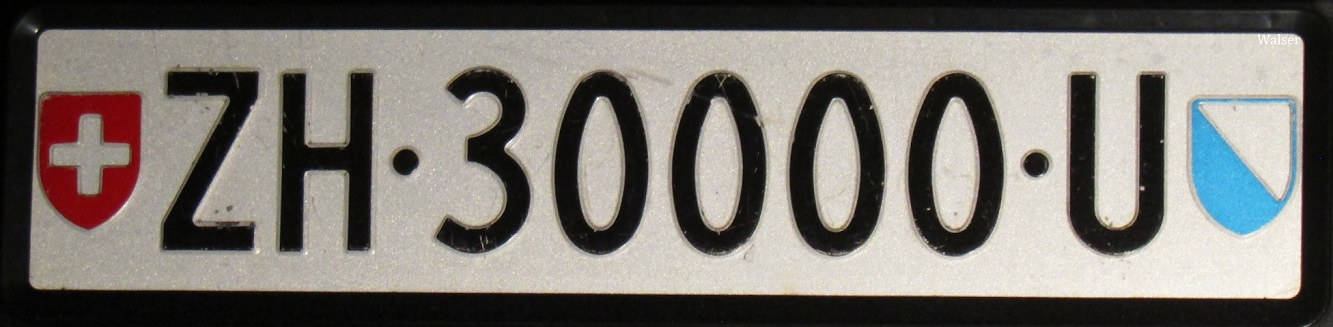
Plaque professionnelle zurichoise.
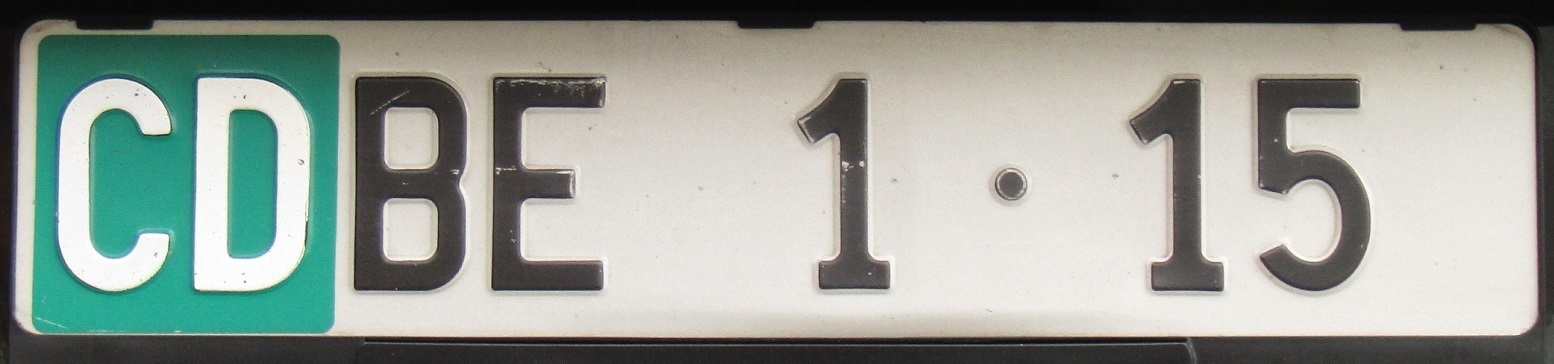
Plaque de corps diplomatique bernoise (ambassade).
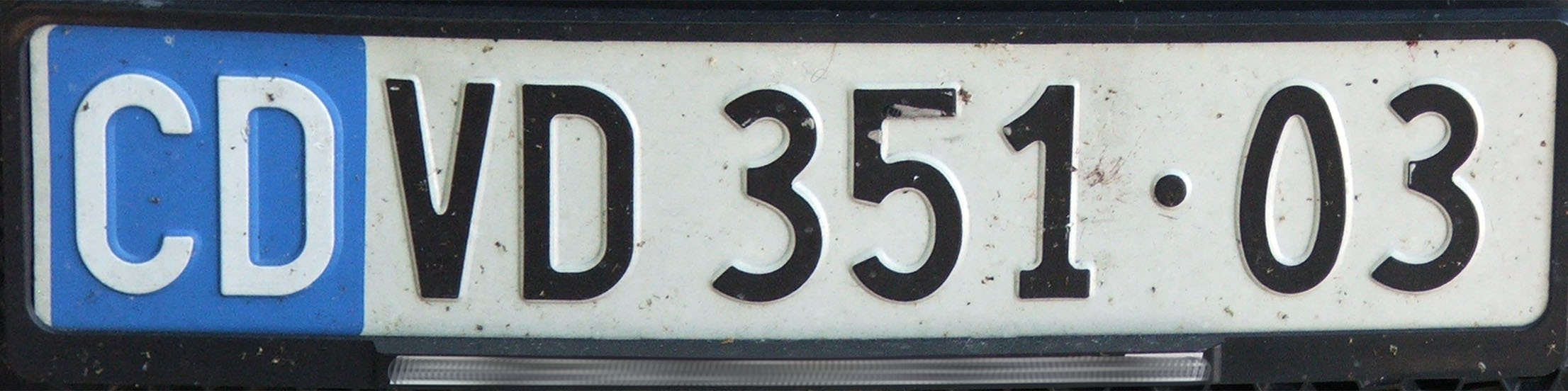
Plaque de corps diplomatique vaudoise (mission permanente).
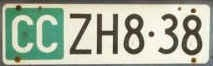
Plaque de corps consulaire zurichoise (ici au format pré-1994).
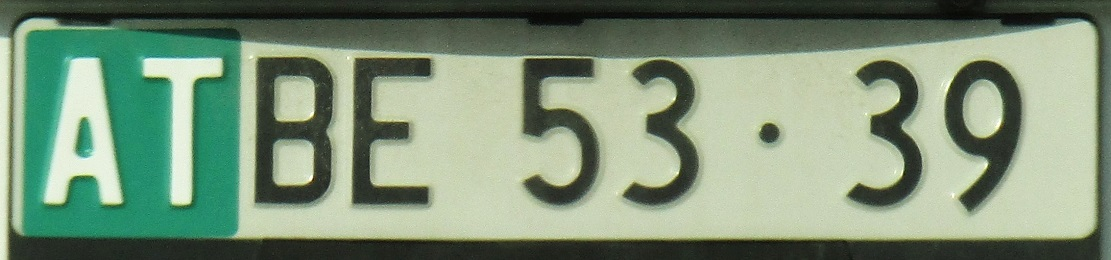
Plaque bernoise pour le personnel administratif et technique d'une mission diplomatique.
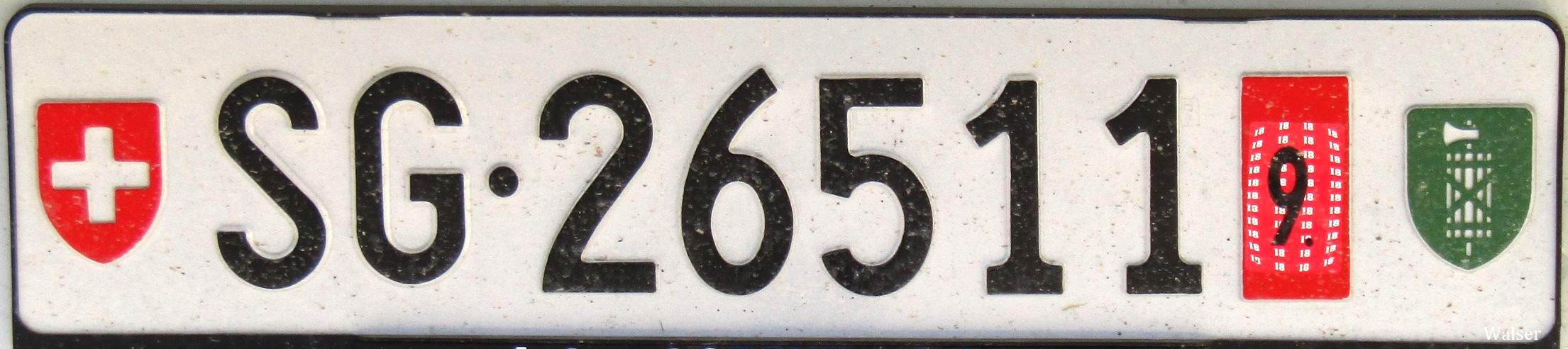
Plaque arrière provisoire saint-galloise.
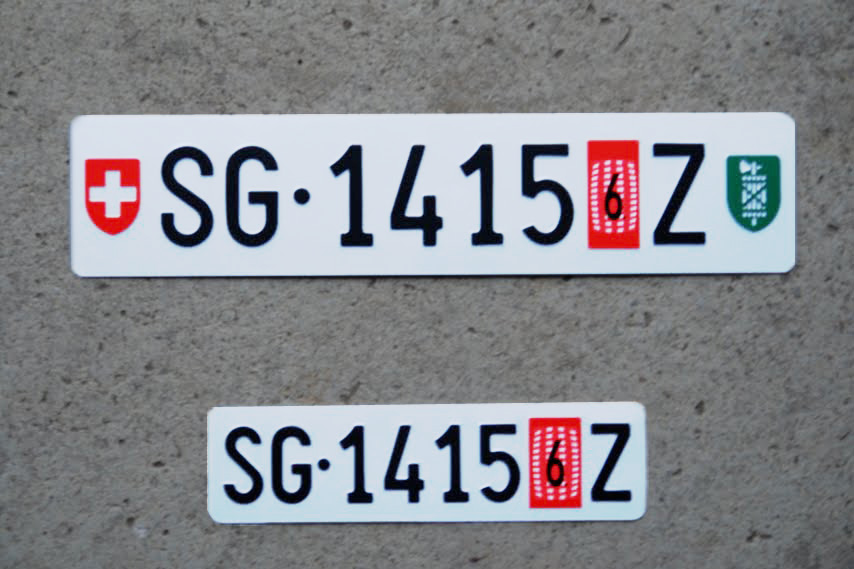
Plaques de douane arrière et avant saint-galloises.

### Plaques militaires
Les véhicules militaires (véhicules de l'Armée suisse, véhicules administratifs du Département de la Défense, véhicules du Corps des gardes-frontière, des services d'enquête des douanes, d'Armasuisse et du Service de renseignement de la Confédération) sont immatriculés avec des plaques militaires par l'Office de la circulation routière et de la navigation de l'armée (OCRNA).

Les plaques d'immatriculation militaires affichent les armoiries suisses, suivies d'un « M » (initiale de « Militaire ») et du numéro en lettres blanches sur fond noir. Les plaques noires pour l'armée ont été introduites en 1903. De 1925 à 1961, toutes les plaques militaires comportaient deux lignes : les armoiries suisses et le « M » en rouge en haut, et le numéro en bas. Depuis 1961, les plaques avant comportent une seule ligne, et le « M » est désormais en blanc. Le format actuel a été instauré en 1973. Les immatriculations des véhicules automobiles et des embarcations sont composées de 4 à 5 chiffres et arborent l'écusson suisse. Les plaques des véhicules remorqués comportent 6 chiffres et ne présentent l'écusson qu'occasionnellement depuis 2020.

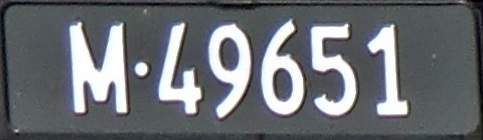
Plaque avant.
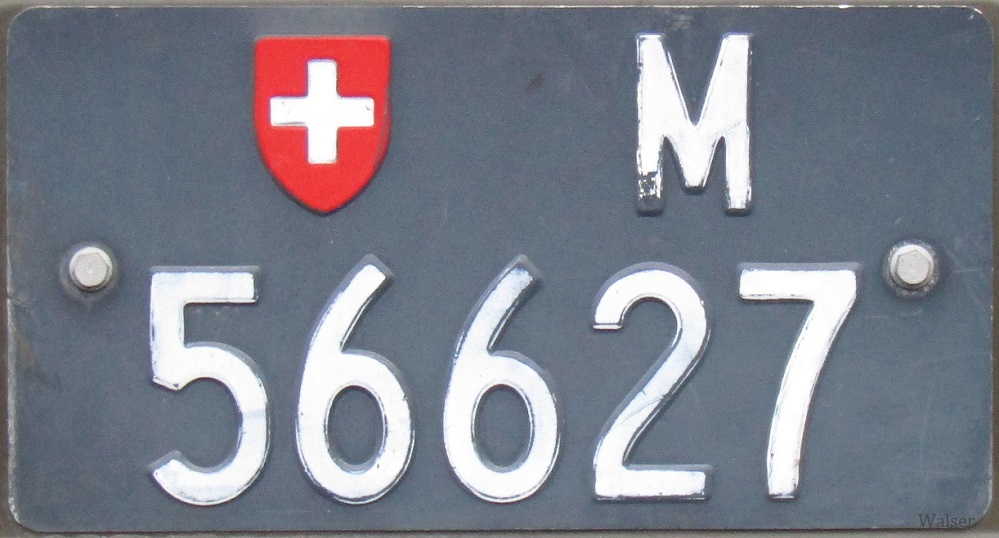
Plaque arrière.
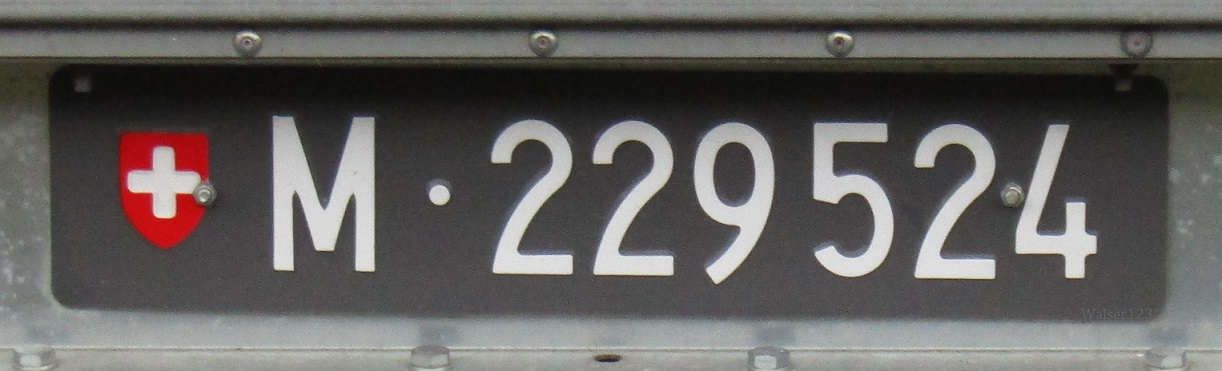
Plaque arrière de remorque (avec écusson depuis 2020).
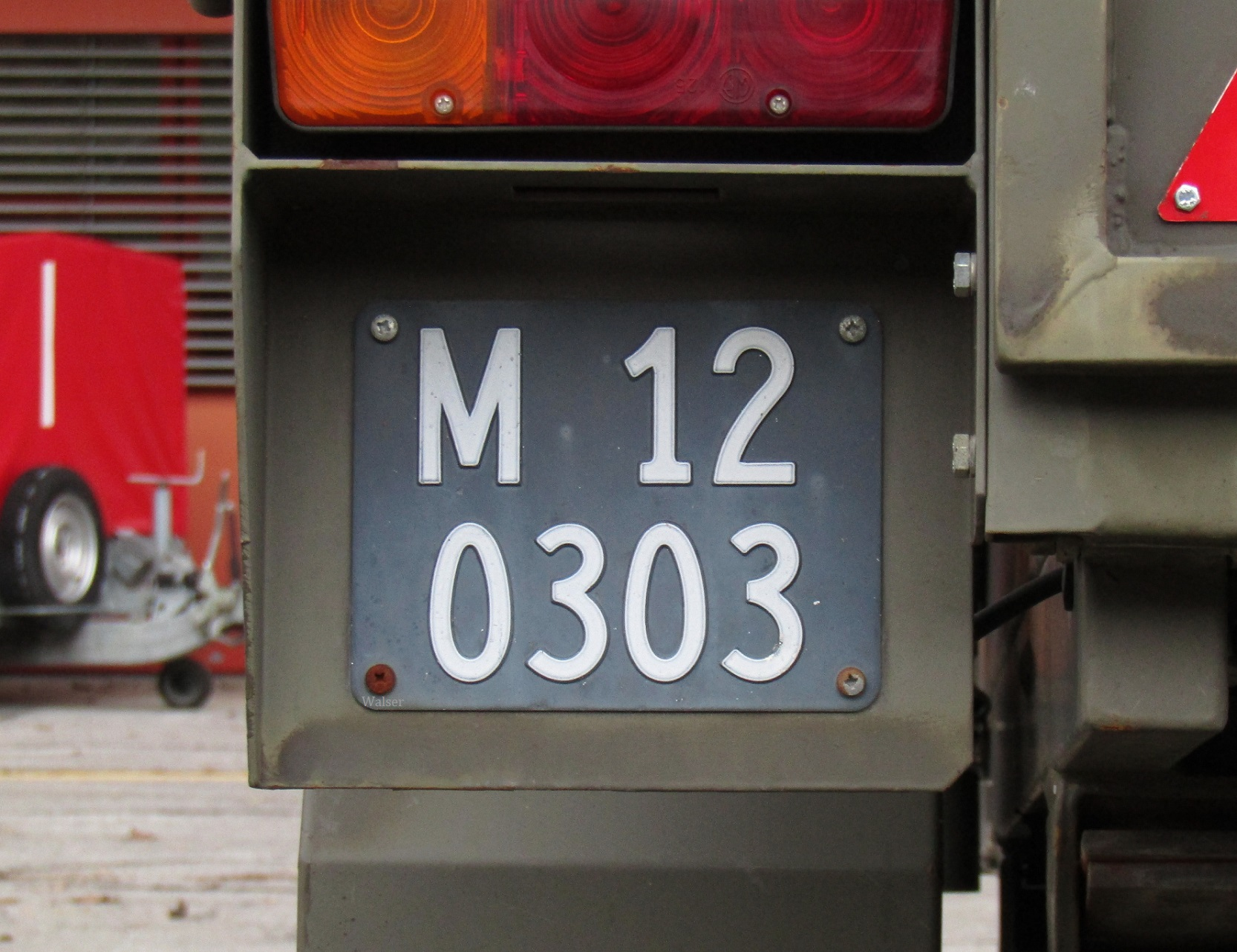
Plaque d'une remorque à un essieu.

## Signe «CH»

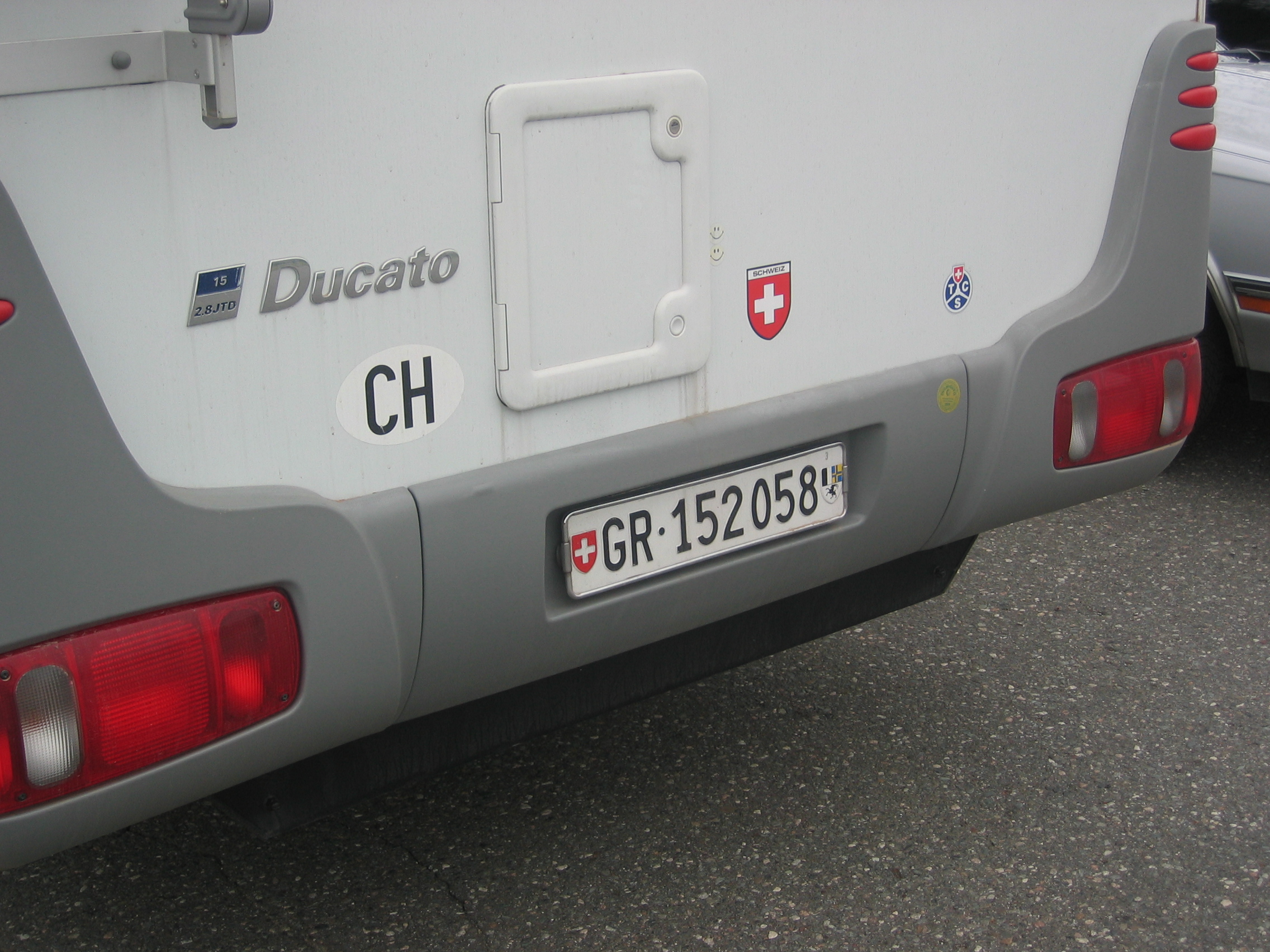
Autocollant « CH » à l'arrière d'un camping-car immatriculé dans le canton des Grisons.

Selon l'article 45 de l'Ordonnance concernant les exigences techniques requises pour les véhicules routiers, « les véhicules automobiles ainsi que les remorques se rendant à l'étranger doivent porter un signe distinctif de nationalité bien visible à l'arrière du véhicule ». En effet, la Convention de Vienne sur la circulation routière de 1968, que la Suisse a ratifiée, prévoit également la possibilité d'intégrer le signe distinctif de nationalité à la plaque d'immatriculation (comme c'est le cas pour les plaques européennes). Cependant, pour la Suisse, l’écusson sur les plaques ne satisfait pas aux exigences de la Convention, car il n'est pas reconnu comme signe distinctif. Pour répondre à cette exigence, la Suisse a mis en place un autocollant portant l'inscription « CH », obligatoire lorsqu'un véhicule immatriculé en Suisse circule à l'étranger.
La loi prévoit une seule dimension pour le signe distinctif « CH », à savoir la « grande » dimension : une hauteur de 11,5 cm pour une largeur en ellipse de 17,5 cm. Les lettres doivent mesurer 8 cm de hauteur et 4 cm de largeur, avec une épaisseur de trait de 1 cm. L'autocollant « CH » doit être placé à l'arrière du véhicule, de manière horizontale par rapport à son axe principal et être bien lisible. Il doit également se situer à une distance du sol comprise entre 0,20 m et 1,50 m.

## Anciennes plaques

### Plaques administratives

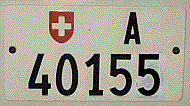
Plaque arrière de l'administration (ici, le département fédéral de la défense, de la protection de la population et des sports).

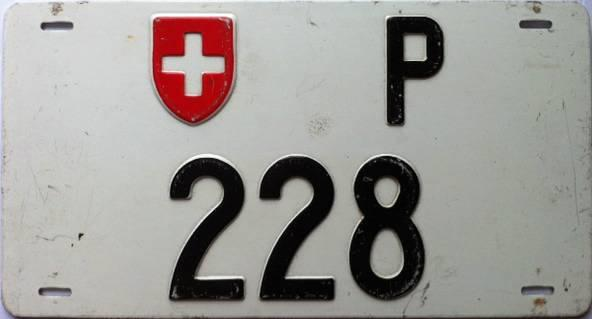
Plaque arrière de la Poste.

En 1903, les Postes, téléphones et télégraphes (PTT) introduisent des plaques jeunes avec un numéro pouvant aller jusqu'à 4 chiffres, encadré par le blason suisse de chaque côté. Avec l'introduction du nouveau système en 1933 elles prennent leur aspect quasi définitif, qu'elles n'auront qu'en 1963 avec le remplacement du fond jaune par un fond blanc, tandis que les plaques des administrations fédérales adoptent la lettre « A » (pour Administration) pour se distinguer du « P » postal.
De 1933 à 1963 elles étaient attribuées ainsi :
- PTT côté service postal P 1 à P 3999 et P 10000 à P 24599 ;
- PTT côté téléphones et télégraphes : P 4000 à P 5999 et P 40000 à P 59999 ;
- Véhicules à moteur des administrations fédérales et des CFF : P 6000 à P 9999 et P 66000 à P 99999
- Motos des administrations fédérales et des CFF : P 100 à P 150 et P 99500 à P 99599
- Véhicules à moteur de l'administration militaire : P 8000 à P 8999

À partir de 1963, les plaques des administrations fédérales commençaient par la lettre « A » (pour administration) et étaient composées d'un numéro à 5 chiffres, dont le premier indiquait le département auquel le véhicule est rattaché,.
- A·1 - - - - : département fédéral des affaires étrangères ;
- A·2 - - - - : département fédéral de l'intérieur ;
- A·3 - - - - : département fédéral de justice et police ;
- A·4 - - - - : département fédéral de la défense, de la protection de la population et des sports ;
- A·5 - - - - : département fédéral des finances ;
- A·6 - - - - : département fédéral de l'économie, de la formation et de la recherche ;
- A·7 - - - - : département fédéral de l'environnement, des transports, de l'énergie et de la communication ;
- A·8 - - - - : Chancellerie fédérale.

Pour les Postes, téléphones et télégraphes (PTT) et les CFF elles commençaient par la lettre « P » :
- P·1 - - - - à  P·7 - - - - pour la poste (dont par exemple les cars postaux) ;
- P·8 - - - - à  P·9 - - - - pour les CFF.

Ces véhicules ont été ré-immatriculés avec des plaques cantonales jusqu'au 31 décembre 2003, sauf pour Swisscom où le changement a eu lieu dès 1998 lors de la scission des PTT,.

### Voitures de location

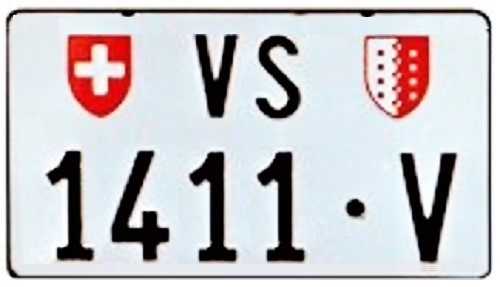
Ancienne plaque valaisanne pour les voitures de location.

À partir de 1977, les plaques des voitures de location comprenaient la lettre « V » (Vermietung), ces véhicules ont été ré-immatriculés avec des plaques cantonales jusqu'au 31 décembre 2000, principalement dans les cantons d'Appenzell Rhodes Intérieures et de Vaud.

### Plaques pour deux-roues et véhicules légers

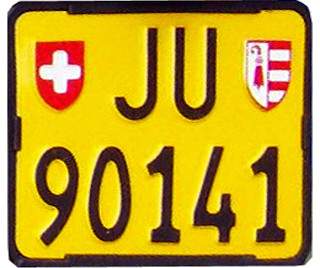
Ancienne plaque jaune du canton du Jura.

Avant 2014, les plaques dites « jaunes » pour les tricycles et quadricycles légers ainsi que les deux-roues dont la vitesse est limitée à 45 km/h étaient unifiées au format pour deux-roues 18 × 14 cm sur fond jaune. Depuis 2013, ces plaques ont été ramenées au format pour cyclomoteurs 10 × 14 cm. L'échéance du remplacement total des plaques en circulation a néanmoins été fixée au 31 décembre 2026.

Les plaques en série spéciale, c'est-à-dire les plaques professionnelles dites « U », les plaques provisoires ainsi que les plaques de douane « Z » conservent l'ancien format.

### Vélos

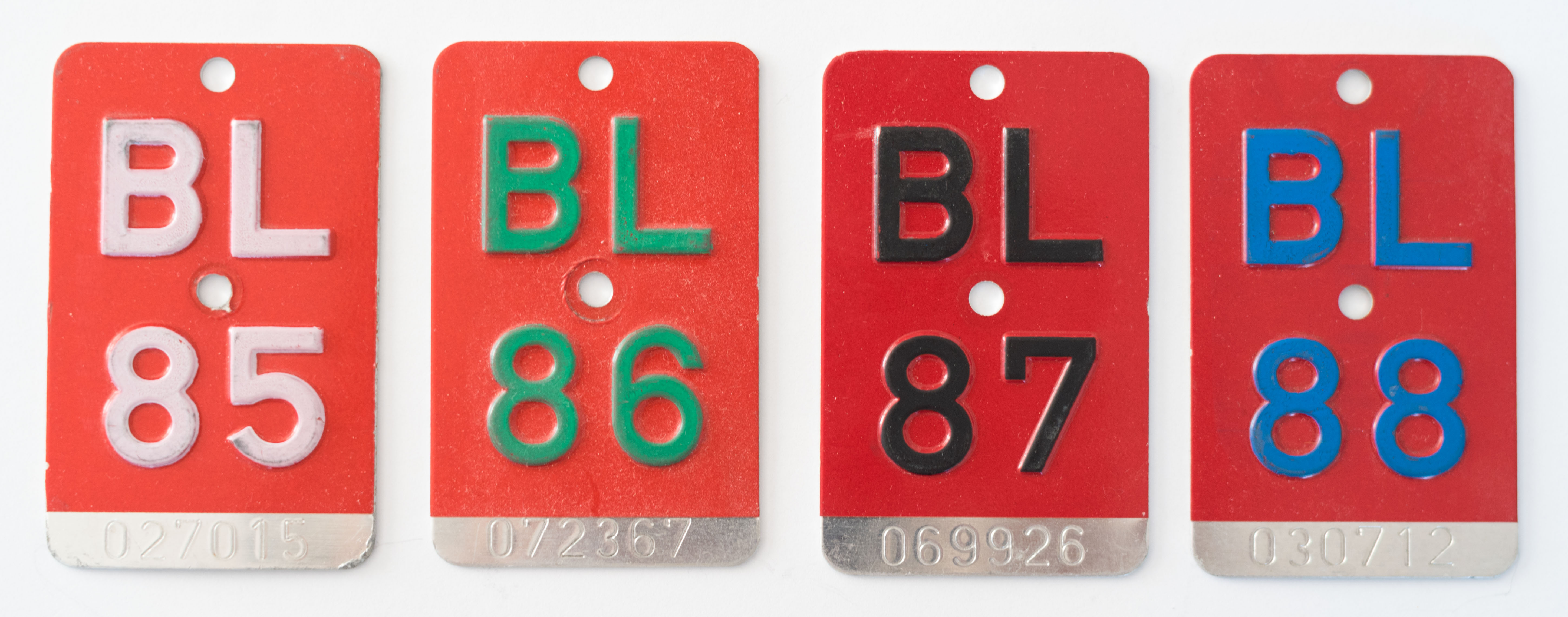
Plaques utilisées entre 1985 et 1988 dans le canton de Bâle-Campagne.

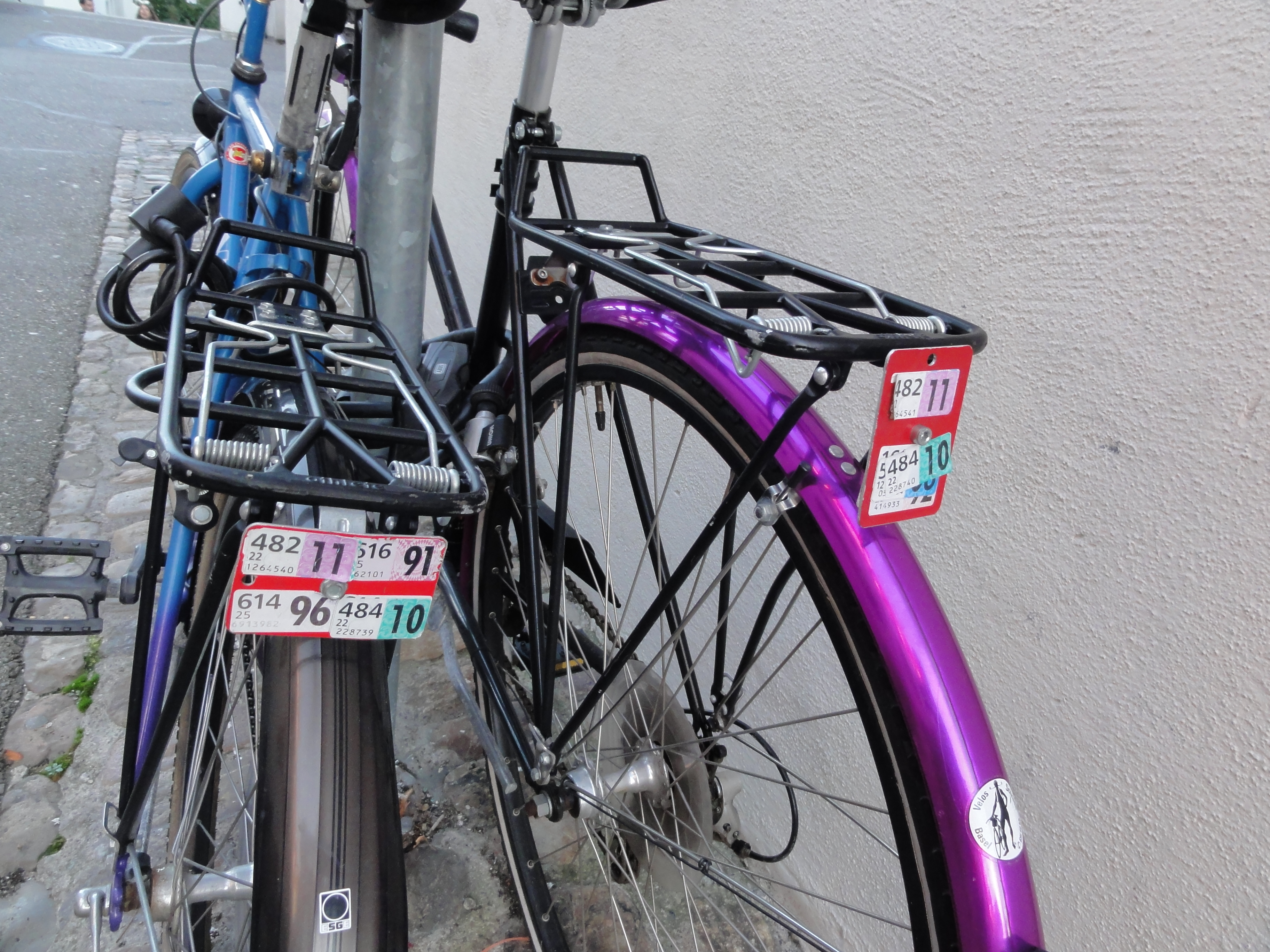
Vignettes utilisées jusqu'en 2012.

La Suisse fut un des rares pays au monde à émettre des plaques d'immatriculation pour les vélos. Elles sont apparues dans le canton de Lucerne dès 1892, jusqu'en 1970 chaque canton avait son propre style puis elles ont été normalisées avec un fond rouge.
Pour des raisons de coût, les plaques renouvelées chaque année ont été remplacées en 1988 par un système de vignettes annuelles à coller,.
En 2010 la confédération se prononce pour sa suppression, effective le 1er janvier 2012 (l'expiration de la vignette 2011 se faisant le 31 mai suivant),. Depuis, les cyclistes sont couvert par l'assurance responsabilité civile privée.
Outre les vélos classiques, ces vignettes couvraient les vélos à assistance électrique jusqu'à 25 km/h, des voitures à bras motorisées, de certains mono-axes ainsi que des fauteuils roulants électriques ayant une vitesse maximale de 10 km/h. Rouler sans cette vignette était passible d'une amende de 40 francs suisses. L'assurance responsabilité civile obligatoire reste en vigueur pour les vélos à assistance électrique dépassant les 25 km/h, considérés comme cyclomoteurs.

## Usages particuliers

### Plaques interchangeables
Tout détenteur d'un jeu de plaques peut choisir de les utiliser pour immatriculer jusqu'à deux véhicules de même catégorie. Étant généralement montées sur des supports amovibles, permettant un démontage et un remontage faciles, il est donc possible de posséder un véhicule dédié à la belle saison et d'y apposer les plaques d'un autre véhicule utilisé le reste de l'année. Il est également possible de changer le jeu de plaques à tout moment pour utiliser l'un ou l'autre des véhicules, sans formalité supplémentaire.
Pour les remorques et les véhicules vétérans, la même plaque interchangeable peut être utilisée pour plus de deux véhicules (jusqu'à un maximum de 14) sous les mêmes conditions. Les remorques ont toutes leur propre immatriculation, mais elles n'ont qu'une plaque arrière.

### Plaques à court terme
En Suisse, il est possible de louer auprès des services cantonaux des véhicules des plaques pour une durée d'un à quatre jours, afin de pouvoir par exemple déplacer ou utiliser un véhicule en attente d'immatriculation. Ces plaques sont dites « journalières ».

## Séries réservées
Les cantons sont libres de réserver divers numéros ou séries à des fins spécifiques. C'est notamment le cas pour les taxis à Genève (où leur immatriculation est comprise entre  GE·1  et  GE·2999  ), et ce fut par exemple le cas à Berne.
D'autres séries sont également réservées, telles que :
- GR·90 - - -  à  GR·94 - - -  aux Grisons pour les véhicules non dédouanés de la zone franche de Samnaun[4] ;
- GE·9 - - -  et  GE·19 - - - -  pour les remorques à Genève ;
- GE·900 - - -  à  GE·949 - - -  pour les véhicules non dédouanés du Comité international de la Croix-Rouge à Genève[4] ;
- GE·96 - - - ( - )  pour les véhicules de transport professionnel de personnes à Genève (dont les Transports publics genevois);
- GE·970 - - -   à  GE·999 - - -   pour les plaques provisoires à Genève ;
- ZH·801 - - -  à  ZH·859 - - -  pour les remorques à Zürich ;
- ZH·86 - - - -    pour les plaques provisoires à Zürich ;
- ZH·797 - - -  pour les plaques journalières à Zürich ;
- AI·20 - - -   à  AI·79 - - -   pour les véhicules de location dans le canton d'Appenzell Rhodes Intérieures, le premier chiffre indiquant la société bénéficiaire[40] ;
- VD·514 - - -  à  VD·519 - - -  pour les véhicules de location du canton de Vaud[40].

### Cas particulier

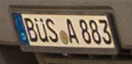
Immatriculation dédouanée de l'enclave de Büsingen.

À Büsingen am Hochrhein, enclave allemande en territoire suisse et donc en zone douanière helvétique, les immatriculations ont, pour des raisons douanières, un identifiant propre, bien que la commune soit rattachée à l'arrondissement de Konstanz. Les véhicules taxés en Suisse sont immatriculés en Allemagne dans la série BÜS-A -(- - -), tandis que les véhicules non soumis à l'affranchissement sont immatriculés pour une durée maximale de deux ans en série BÜS-Z -(- - -), à l'instar des plaques de douane suisses.

### Enchères de plaques et numéros personnalisés
Certains cantons mettent aux enchères des numéros dits « particuliers », comme ceux à un, deux ou trois chiffres, ou ceux dont les chiffres sont identiques. Il est également possible dans plusieurs cantons, moyennant finance, de personnaliser son numéro d'immatriculation si ce dernier n'est pas encore attribué ou réservé.

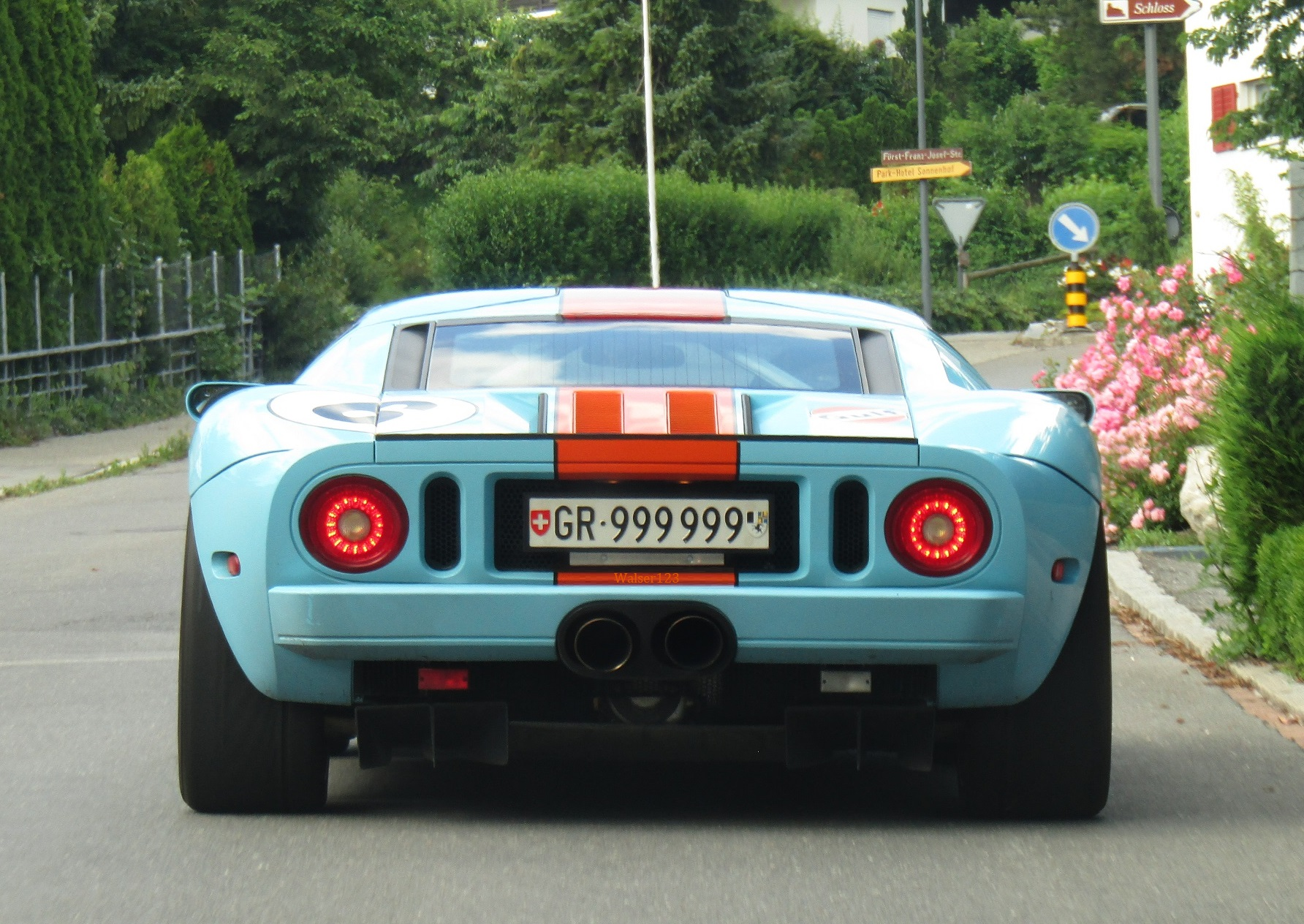
Plaque personnalisée du canton des Grisons

## Plaques liechtensteinoises

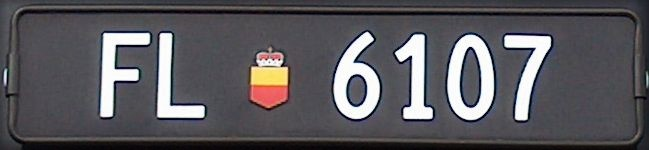
Plaque d'immatriculation du Liechtenstein.

Le Liechtenstein emploie un système d'immatriculation des véhicules quasi-identique au système suisse. Les plaques d'immatriculation du Liechtenstein peuvent s'apparenter au modèle militaire suisse, avec une inscription blanche sur fond noir. Les lettres FL (Fürstentum Liechtenstein), code minéralogique du pays, désignent l'origine de la plaque de la même manière que pour les cantons suisses. À la place de l'écusson du canton, le blason princier du Liechtenstein (or et rouge) orne le centre des plaques.